# Breno Lopes
Pour les articles homonymes, voir Breno et Lopes.
Breno Henrique Vasconcelos Lopes, surnommé Breno Lopes, né le 24 janvier 1996 à Belo Horizonte, est un footballeur brésilien qui évolue au poste d'attaquant du Fortaleza EC.

## Biographie
Né à Belo Horizonte, dans le Minas Gerais, Breno rejoint la formation des jeunes de Cruzeiro à l'âge de 11 ans, mais en est libéré quatre ans plus tard. Il est ensuite passé par São José, Cerâmica et Joinville, où il termine sa formation,.

### Premier pas à Joinville (2016-2018)
Breno fait ses débuts avec Joinville le 6 mars 2016, à l'occasion d'une victoire 2-1 à domicile contre le Guarani da Palhoça en Campeonato Catarinense. Il part ensuite en prêt à la Juventus de Jaraguá, qui évolue en deuxième division du championnat de Santa Catarina. Devenu un titulaire régulier pour Joinville à son retour, le club de Breno se retrouve néanmoins dans une position délicate en décembre 2018, alors qu'il a été relégué en Série D, et des salaires impayés entrainent des conflits judiciaries avec les joueurs, et des fin de contrat précoces.

### Prêt et affirmation à la Juventude (2019-2020)
Ainsi après trois saisons à Joinville, Breno rejoint la Juventude qui évolue en Série C, avant d'être prêté à Figueirense en Série B le 4 octobre 2019. 
Après un prêt à l'Athletico Paranaense, où il joue seulement le début du Campeonato Paranaense — son contrat étant résillé en avril à cause du covid-19, avant qu'il ne puisse connaitre notamment la Série A — Breno passe la deuxième partie de saison 2020 avec la Juventude qui a entre-temps retrouvé la Série B.

### Confirmation avec Palmeiras (depuis 2020)
Fort d'une fin d'année 2020 remarquée où Breno marque 9 buts en 19 matchs de 2de division, il rejoint la Sociedade Esportiva Palmeiras qui évolue en Série A le 10 novembre 2020,.
Le 30 janvier 2021, il marque le but de la victoire pour Palmeiras lors de la finale de la Copa Libertadores 2020 contre Santos, le deuxième trophée continental de l'histoire du club de São Paulo. Joueur arrivé non sans controverse dans l'un des clubs les plus importants du Brésil — après un parcours dans les divisions inférieures — il rentre dans l'histoire des Verdão comme le héros d'un soir, grâce à ce but de la tête à la 54e minute de la 2e mi-temps, sur une passe de Rony,,.

## Statistiques détaillées
| Saison                | Club                        | Championnat           | Championnat | Championnat | Coupe(s) nationale(s) | Coupe(s) nationale(s) | Compétition(s) continentale(s) | Compétition(s) continentale(s) | Compétition(s) continentale(s) | Autres compétitions | Autres compétitions | Autres compétitions | Total | Total |
| Saison                | Club                        | Division              | M.          | B.          | M.                    | B.                    | Comp.                          | M.                             | B.                             | Comp.               | M.                  | B.                  | M.    | B.    |
| 2016                  | Joinville EC                | Série B               | 0           | 0           | 0                     | 0                     | -                              | -                              | -                              | SC                  | 4                   | 0                   | 4     | 0     |
| 2017                  | Joinville EC                | Série C               | 9           | 1           | 5                     | 1                     | -                              | -                              | -                              | SC+PL               | 13+1                | 1+0                 | 28    | 3     |
| 2018                  | Joinville EC                | Série C               | 16          | 2           | 1                     | 0                     | -                              | -                              | -                              | SC                  | 10                  | 1                   | 27    | 3     |
| Sous-total            | Sous-total                  | Sous-total            | 25          | 3           | 6                     | 1                     | -                              | -                              | -                              | -                   | 28                  | 2                   | 59    | 6     |
| 2016                  | GE Juventus (prêt)          | —                     | -           | -           | -                     | -                     | -                              | -                              | -                              | SCB                 | 7                   | 1                   | 7     | 1     |
| 2019                  | EC Juventude                | Série C               | 17          | 4           | 8                     | 1                     | -                              | -                              | -                              | RS                  | 11                  | 1                   | 36    | 6     |
| 2020                  | EC Juventude                | Série B               | 19          | 9           | 5                     | 0                     | -                              | -                              | -                              | RS                  | 3                   | 2                   | 27    | 11    |
| Sous-total            | Sous-total                  | Sous-total            | 36          | 13          | 13                    | 1                     | -                              | -                              | -                              | -                   | 14                  | 3                   | 63    | 17    |
| 2019                  | Figueirense FC (prêt)       | Série B               | 12          | 2           | -                     | -                     | -                              | -                              | -                              | -                   | -                   | -                   | 12    | 2     |
| 2020                  | Athletico Paranaense (prêt) | Série A               | -           | -           | -                     | -                     | -                              | -                              | -                              | PR                  | 5                   | 1                   | 5     | 1     |
| 2020                  | SE Palmeiras                | Série A               | 12          | 1           | -                     | -                     | CL                             | 5                              | 1                              | -                   | -                   | -                   | 17    | 2     |
| Total sur la carrière | Total sur la carrière       | Total sur la carrière | 85          | 19          | 19                    | 2                     | -                              | 5                              | 1                              | -                   | 54                  | 7                   | 163   | 29    |

## Palmarès
| Sociedade Esportiva Palmeiras - Copa Libertadores - Vainqueur en 2020 |